# Ariel Graziani
Ariel Graziani (Empalme Villa Constitución, 7 juni 1971) is een voormalig Ecuadoraans profvoetballer, die speelde als aanvaller. Hij is Argentijn van geboorte, maar liet zich naturaliseren.

## Clubcarrière
Graziani kwam onder meer uit voor Dallas Burn, Emelec, New England Revolution, San Jose Earthquakes en Monarcas Morelia. Na zijn actieve loopbaan was hij werkzaam als voetbalcoach, onder meer bij Centro Deportivo Olmedo.

## Interlandcarrière
Onder leiding van de Colombiaanse bondscoach Francisco Maturana maakte Graziani zijn debuut voor Ecuador op 2 april 1997 in de WK-kwalificatiewedstrijd tegen Peru, die eindigde in een 1-1 gelijkspel. Hij moest in dat duel na 45 minuten plaatsmaken voor Eduardo Hurtado. Graziani speelde in totaal 34 interlands voor zijn vaderland, en scoorde 15 keer. Hij nam met Ecuador tweemaal deel aan de strijd om de Copa América: 1997 en 1999.
| Interlands van Ariel Graziani voor Ecuador | Interlands van Ariel Graziani voor Ecuador | Interlands van Ariel Graziani voor Ecuador | Interlands van Ariel Graziani voor Ecuador | Interlands van Ariel Graziani voor Ecuador | Interlands van Ariel Graziani voor Ecuador |
| №                                          | Datum                                      | Wedstrijd                                  | Uitslag                                    | Competitie                                 | Goals                                      |
| ------------------------------------------ | ------------------------------------------ | ------------------------------------------ | ------------------------------------------ | ------------------------------------------ | ------------------------------------------ |
| 1                                          | 02 Apr 1997                                | Peru – Ecuador                             | 1–1                                        | WK-kwalificatie                            |                                            |
| 2                                          | 28 May 1997                                | El Salvador – Ecuador                      | 0–2                                        | Oefeninterland                             | Goal                                       |
| 3                                          | 08 Jun 1997                                | Ecuador – Chili                            | 1–1                                        | WK-kwalificatie                            | Goal                                       |
| 4                                          | 11 Jun 1997                                | Ecuador – Argentinië                       | 0–0                                        | Copa América                               |                                            |
| 5                                          | 14 Jun 1997                                | Paraguay – Ecuador                         | 0–2                                        | Copa América                               | Goal                                       |
| 6                                          | 17 Jun 1997                                | Ecuador – Chili                            | 2–1                                        | Copa América                               | Goal                                       |
| 7                                          | 22 Jun 1997                                | Ecuador – Mexico                           | 1–1                                        | Copa América                               |                                            |
| 8                                          | 06 Jul 1997                                | Venezuela – Ecuador                        | 1–1                                        | WK-kwalificatie                            |                                            |
| 9                                          | 20 Jul 1997                                | Colombia – Ecuador                         | 1–0                                        | WK-kwalificatie                            |                                            |
| 10                                         | 07 Aug 1997                                | Verenigde Staten – Ecuador                 | 0–1                                        | Oefeninterland                             |                                            |
| 11                                         | 20 Aug 1997                                | Ecuador – Paraguay                         | 2–1                                        | WK-kwalificatie                            | Goal                                       |
| 12                                         | 10 Sep 1997                                | Brazilië – Ecuador                         | 4–2                                        | Oefeninterland                             |                                            |
| 13                                         | 12 Oct 1997                                | Ecuador – Bolivia                          | 1–0                                        | WK-kwalificatie                            | Goal                                       |
| 14                                         | 16 Nov 1997                                | Uruguay – Ecuador                          | 5–3                                        | WK-kwalificatie                            | Goal · Goal · Goal                         |
| 15                                         | 14 Oct 1998                                | Brazilië – Ecuador                         | 5–1                                        | Oefeninterland                             |                                            |
| 16                                         | 14 Apr 1999                                | Mexico – Ecuador                           | 0–0                                        | Oefeninterland                             |                                            |
| 17                                         | 02 Jun 1999                                | Iran – Ecuador                             | 1–1                                        | Canada Cup                                 |                                            |
| 18                                         | 04 Jun 1999                                | Ecuador – Guatemala                        | 3–1                                        | Canada Cup                                 | Goal                                       |
| 19                                         | 06 Jun 1999                                | Canada – Ecuador                           | 1–2                                        | Canada Cup                                 | Goal                                       |
| 20                                         | 15 Jun 1999                                | Venezuela – Ecuador                        | 3–2                                        | Oefeninterland                             |                                            |
| 21                                         | 23 Jun 1999                                | Chili – Ecuador                            | 0–0                                        | Oefeninterland                             |                                            |
| 22                                         | 01 Jul 1999                                | Argentinië – Ecuador                       | 3–1                                        | Copa América                               |                                            |
| 23                                         | 04 Jul 1999                                | Uruguay – Ecuador                          | 2–1                                        | Copa América                               |                                            |
| 24                                         | 07 Jul 1999                                | Colombia – Ecuador                         | 2–1                                        | Copa América                               | Goal                                       |
| 25                                         | 12 Oct 1999                                | Uruguay – Ecuador                          | 0–0                                        | Oefeninterland                             |                                            |
| 26                                         | 27 Jan 2000                                | Honduras – Ecuador                         | 1–1                                        | Oefeninterland                             | Goal                                       |
| 27                                         | 29 Mar 2000                                | Ecuador – Venezuela                        | 2–0                                        | WK-kwalificatie                            |                                            |
| 28                                         | 26 Apr 2000                                | Brazilië – Ecuador                         | 3–2                                        | WK-kwalificatie                            |                                            |
| 29                                         | 03 Jun 2000                                | Paraguay – Ecuador                         | 3–1                                        | WK-kwalificatie                            | Goal                                       |
| 30                                         | 19 Jul 2000                                | Argentinië – Ecuador                       | 2–0                                        | WK-kwalificatie                            |                                            |
| 31                                         | 25 Jul 2000                                | Ecuador – Colombia                         | 0–0                                        | WK-kwalificatie                            |                                            |
| 32                                         | 11 Aug 2000                                | Ecuador – Panama                           | 0–0                                        | Oefeninterland                             |                                            |
| 33                                         | 16 Aug 2000                                | Ecuador – Bolivia                          | 2–0                                        | WK-kwalificatie                            |                                            |
| 34                                         | 03 Sep 2000                                | Uruguay – Ecuador                          | 4–0                                        | WK-kwalificatie                            |                                            |

## Erelijst
Club Sport Emelec
- Topscorer Campeonato Ecuatoriano

1996 (29 goals), 1997 (24 goals)
 Barcelona SC
- Topscorer Campeonato Ecuatoriano

2003 (23 goals)
 LDU Quito
- Campeonato Ecuatoriano

2005 (A)